# Pedu'el
Pedu'el (hebräisch פְּדוּאֵל, deutsch: durch Gott erlöst) ist eine israelische Siedlung im nördlichen Westjordanland. Die Siedlung wurde 1984 gegründet und nach einem Bibelvers benannt: "Die durch Gott Erlösten werden zurückkehren und nach Zion mit Jubel kommen." (Jesaja 35,10) Pedu'el gehört zur Regionalverwaltung Schomron und hat 2.089 Einwohner (Stand: Januar 2022).
Die internationale Gemeinschaft betrachtet Pedu'el, wie alle israelischen Siedlungen in den seit 1967 besetzten Gebieten, gemäß dem Völkerrecht als illegal. Israel bestreitet dies.
Pedu'el liegt nahe der grünen Linie im nördlichen Westjordanland; 15 Kilometer östlich von Petach Tikva und 12 Kilometer südwestlich von Ariel. Über die Straße 446 ist Pedu'el an das Straßennetz des Westjordanlandes angebunden. Direkt nördlich von Pedu'el befindet sich die israelische Siedlung Alei Zahav, etwas weiter südlich liegt die Siedlung Bet Arje-Ofarim. Nahe der Siedlung befinden sich außerdem die palästinensischen Dörfer Dayr Balut, Rafat und Kufr al-Dik.